# نوح القدو
الدكتور نوح إدريس القدو مواطن بريطاني يقيم في دبلن بأيرلندا وولد في الموصل، العراق (21 كانون الثاني 1953). يشغل القدو منصب المدير التنفيذي للمركز الثقافي الإسلامي في أيرلندا والرئيس التنفيذي لمؤسسة آل مكتوم في أيرلندا وأنتقل إلى دبلن في عام 1997.
كما أن السيد القدو هو أيضاً أمين أو عضو في مجلس إدارة العديد من المؤسسات الخيرية والدينية في مختلف البلدان الأوروبية بما في ذلك مؤسسة الإغاثة الإنسانية, وهو أمين مركز السلام الإسلامي الثقافي في روتردام بهولندا.
حتى يوليو 2015، كان نوح القدو رئيس مجلس أمناء صندوق الثقة الأوروبي في ماركفيلد. ولا يزال مرتبطًا بشركة أوروبا ترست، بصفته الوصي على شركة تابعة لمؤسسة أوروبا تدعى مؤسسة أوروبا ترست للعقارات المحدودة.
حصل الدكتور القدو على درجة الدكتوراه من جامعة ليفربول وشارك كمستشار إداري ومدرب في قسم تنمية الموارد البشرية في مكتب لندن للمعهد العالمي للفكر الإسلامي (IIIT).
في آذار / مارس 2015، نشأ نزاع في مركز السلام الإسلامي الثقافي في روتردام بين الجالية الإسلامية المغربية المحلية ومجلس EICC. وتوقع الجالية المغربية المحلية أن يكون المعهد المصري للجامعات الإسلامية مسجدهم المحلي، لكنه رأى بأن المسجد تحول إلى مركز ثقافي إسلامي له وظائف متعددة يتجاوز بكثير توقعات المجتمع المحلي المغربي. كان نوح القدو هو عضو المجلس الذي وضعته المعارضة على الفور. كان على القدو بأن يشرح للصحافة لماذا تم وضع المتحول الهولندي جاكوب فان دير بلوم، كنائب للمدير في المعهد، وكان مسؤولاً عن العمليات اليومية. كما أستهدف مظالم المسلمين المحليين وزيادة عدد الأنشطة في مركز الدراسات الإسلامية التي تركز على المسلمين المتحولين.